# Congiura di Magione
La Congiura di Magione ou La Dieta di Magione est une conspiration ourdie par des membres de la famille Orsini et des seigneurs d'Italie centrale et du nord afin de faire obstacle à l'expansion des Borgia. Cette réunion s'est tenue au château de Magione en Ombrie le 9 octobre 1502.

Carte des États pontificaux en 1494.

## Contexte
- L'année 1500 voyait une nouvelle situation politique. La puissance du Pape Alexandre VI et de son fils, César Borgia, dit le Valentino, qui était sa main armée, s'imposait à tous les territoires de l'Église.
- La famille Orsini, qui constituait la principale opposition au pape à Rome, se trouva militairement affaiblie par la défaite des Aragonais à Naples.
- Quelques seigneurs comme Gian Paolo Baglioni, Vitellozzo Vitelli seigneur de Città di Castello, Liverotto Eufreducci, seigneur de Fermo employés comme condottieres par César Borgia, continuaient à exercer leur pouvoir sur les plus importantes villes de l’Ombrie et des Marches mais voyaient leur autonomie de plus en plus mise en cause.
- Entre 1500 et 1502, grâce à des opérations militaires et aidé par ses condottieres, César Borgia s’empara de la Romagne et d’une partie des Marches, provoquant en outre une série d’autres combats par l'intermédiaire de Vitellozzo Vitelli en Toscane faisant entrevoir une politique expansionniste qui inquiéta de fait ses propres alliés, qui voyaient leurs propres fiefs menacés à court terme par l'encerclement de l'Église.

Le projet de César Borgia était de créer, avec le soutien du roi de France, son propre grand État en Italie centrale. La réalisation d'un tel plan nécessiterait l'élimination des seigneuries établies par Borgia lui-même avec à leur tête ses capitaines les plus fidèles.
Après la chute d'Urbino le 21 juillet 1502, il parut évident que les prochaines actions de Borgia se seraient concentrées sur Pérouse, Sienne et Bologne. 
Cette situation globale poussa les Orsini dont la branche romaine était déjà menacée par les Borgia à fédérer les autres nobles de l’Italie du centre et du nord afin de conspirer contre César Borgia.

## Participants
- Le cardinal Giovanni Battista Orsini, Paul Orsini, François Orsini, duc (ou comte) de Gravina.
- Gian Paolo Baglioni, seigneur de Pérouse,
- Guido Pecci et Antoine de Venafro, hommes de confiance de Pandolfo Petrucci seigneur de Sienne.
- Hermès Bentivoglio, fils de Jean Bentivoglio seigneur de Bologne.
- Vitellozzo Vitelli seigneur de Città di Castello.
- Liverotto Eufreducci, seigneur de Fermo.
- Ottaviano Fregoso (it) pour le Montefeltro.

## Déroulement
Vers la fin du mois de septembre 1502, le cardinal Jean Baptiste Orsini se trouvait à Magione où il a été rejoint par deux autres membres de la famille, Paul et François.
Ils sont rejoints le 9 octobre 1502 par Gian Paolo Baglioni, seigneur de Pérouse, Antoine de Venafro, homme de confiance de Pandolfo Petrucci seigneur de Sienne, Hermès Bentivoglio, fils de Jean seigneur de Bologne, Vitellozzo Vitelli seigneur de Città di Castello et Liverotto Eufreducci, seigneur de Fermo, et Ottaviano Fregoso pour le Montefeltro.
Les participants décidèrent d’équiper une armée de 700 lances, 400 arbalétriers, 5 000 fantassins en déclarant la guerre à César Borgia et d'appliquer la stratégie suivante:
- Reprise duché d’Urbino à Borgia afin de le rendre aux Montefeltro.
- Hostilités sur le territoire de Imola à l'initiative de Hermès Bentivoglio et de son père Jean.
- Hostilités sur les territoires de Pesaro et Urbino par les autres participants.

## Les hostilités
Les révoltes d'Urbino et de Camerino surprirent le Valentino qui fut averti rapidement du complot. D'abord en difficulté militairement, ses armées battues à Calmazzo par Vitelli, il réagit politiquement:
- César Borgia obtenait le soutien des Français.
- Il réussit à instaurer une méfiance mutuelle entre les conspirateurs en leur proposant des honneurs et avantages. Il gagna progressivement la confiance de chacun d’eux en ne laissant comme alternative aux derniers récalcitrants désormais esseulés comme Vitelli et Baglioni le ralliement ou la soumission. C'était la fin de l'accord et César Borgia sortait renforcé de la confrontation.

## Dénouement
À la fin du mois de décembre de l'année 1502, Vitellozzo finit par se rapprocher de Borgia et prit en son nom la ville de Senigallia où quatre d’entre eux, Liverotto da Fermo, Vitellozzo Vitelli, Paul et François Orsini, acceptèrent une rencontre avec Cesar Borgia. Le 31 décembre 1502 ce dernier isola adroitement les capitaines de leurs troupes et les fit arrêter. Vitellozzo Vitelli et Oliverotto da Fermo furent étranglés la nuit même (31 décembre 1502).
D'autres soldats capturèrent les Orsini qui, amenés comme prisonniers à Città della Pieve, y subirent le même sort. 
Le cardinal Giovanni Battista Orsini mourut empoisonné dans les prisons du Château Saint-Ange à Rome.
Seul Gian Paolo Baglioni avait su échapper au traquenard mais désormais seul, au début de 1503, il fut obligé de quitter Pérouse sous la menace de César Borgia. Mais la mort du pape Alexandre VI provoqua la chute du Valentino, qui dut s’enfuir à Navare et ainsi Baglioni put rentrer dans sa ville.